# Brown Girl in the Ring
Brown Girl in the Ring oder verkürzt auch nur Brown Girl ist ein Kinder- und Tanzlied, das wahrscheinlich auf Jamaika entstanden ist. Bereits in den 1960er-Jahren erschienen erste moderne Versionen des Liedes, etwa von The Hiltonaires 1965 oder Exuma und Taj Mahal im Jahr 1972. International und vor allem in Europa wurde das Lied als Popsong der deutschen Discogruppe Boney M. im Jahr 1978 bekannt. Es erschien am 3. April 1978 als Doppel-A-Single  gemeinsam mit dem Titel Rivers of Babylon und wurde ein Nummer-eins-Hit in den deutschen und österreichischen Singlecharts, zudem war er auf dem Album Nightflight to Venus enthalten.

## Kinderlied und Tanzspiel
Das Kinderlied besteht aus drei Strophen, die jeweils gleich aufgebaut sind und von einer Kindergruppe gesungen werden. Bei dem Spiel bilden die Spieler einen Kreis, klatschen und singen das Lied. Ein Kind geht in die Mitte des Kreises und tanzt während der ersten Strophe im Kreis herum. Bei der zweiten Strophe, beginnend mit „Show me your motion“, zeigt das Kind besondere Tanzfiguren. Bei der dritten Strophe wählt das Kind einen Partner, mit dem es im Kreis tanzt und am Ende des Liedes wird die gewählte Person zum nächsten „Brown Girl“ und das Lied beginnt von vorne.

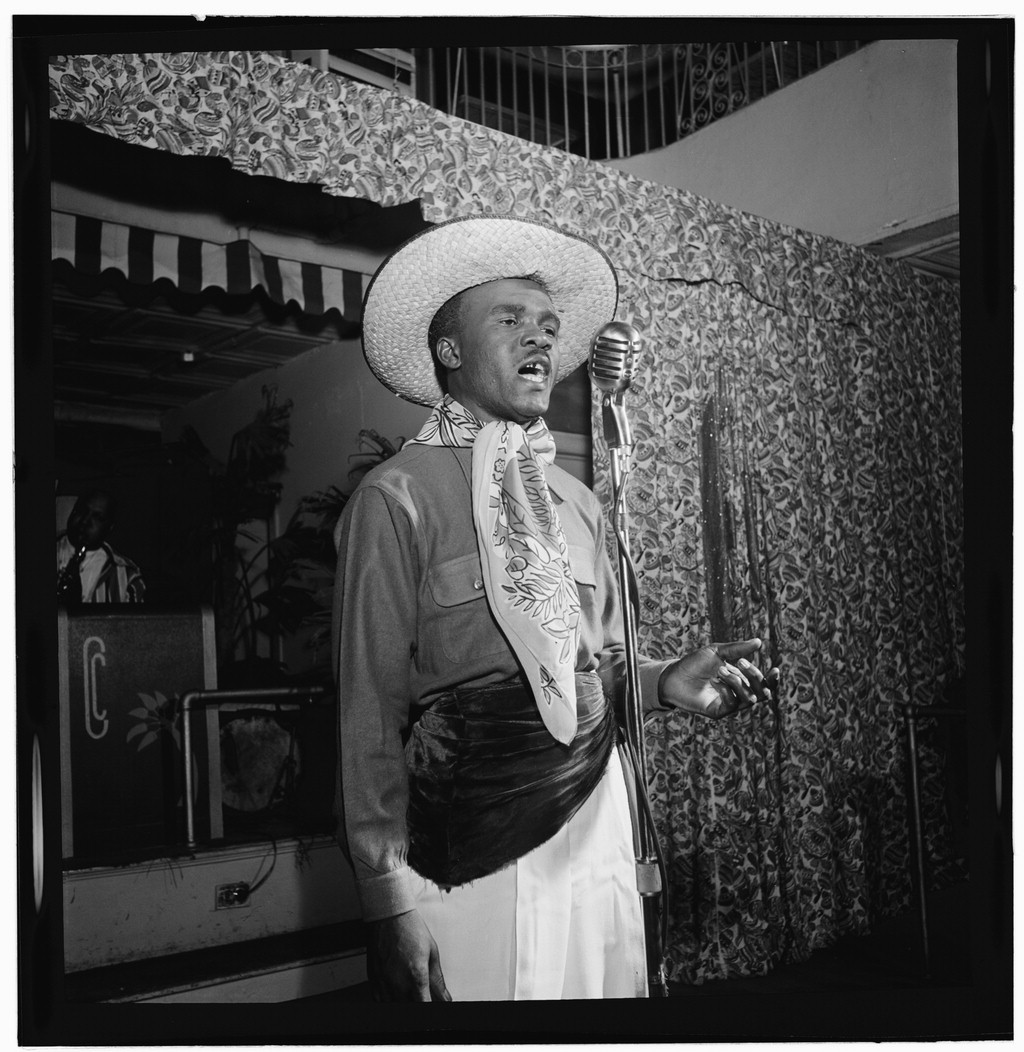
Der Calypso-Sänger Lord Invader sang Brown Girl bereits 1959.

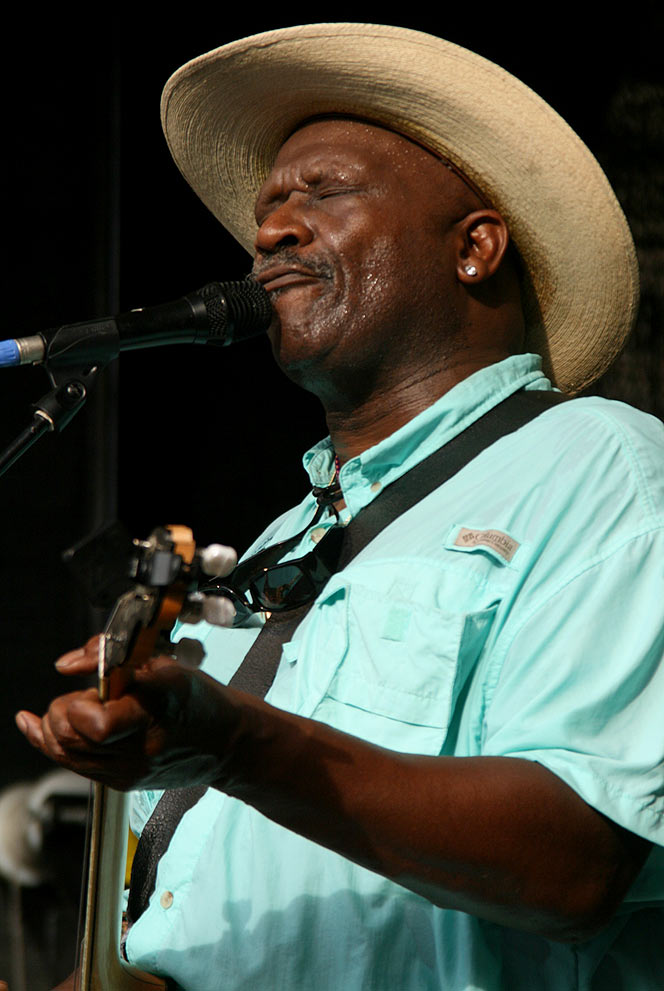
Von dem Musiker Taj Mahal gibt es mehrere Aufnahmen des Liedes, sowohl solo wie auch mit Cedella Marley Booker.

| Text There's a brown girl in the ring Tra la la la la There's a brown girl in the ring Tra la la la la la Brown girl in the ring Tra la la la la She looks like a sugar and a plum Plum, plum! Show me your motion Tra la la la la Come on show me your motion Tra la la la la la Show me your motion Tra la la la la She looks like a sugar and a plum Plum, plum! Skip across the ocean Tra la la la la Skip across the ocean Tra la la la la la Skip across the ocean Tra la la la la She looks like a sugar and a plum Plum, plum! | Text (Übersetzung) Da ist ein braunes Mädchen im Ring Tra la la la la Da ist ein braunes Mädchen im Ring Tra la la la la la Braunes Mädchen im Ring Tra la la la la Sie sieht aus wie Zucker und Pflaume Pflaume, Pflaume! Zeig mir deine Bewegung Tra la la la la Komm, zeig mir deine Bewegung Tra la la la la la Zeig mir deine Bewegung Tra la la la la Sie sieht aus wie Zucker und Pflaume Pflaume, Pflaume! Spring über den Ozean Tra la la la la Spring über den Ozean Tra la la la la la Spring über den Ozean Tra la la la la Sie sieht aus wie Zucker und Pflaume Pflaume, Pflaume! |

## Frühe populäre Versionen
Brown Girl in the Ring wurde von zahlreichen Künstlern aufgenommen, wobei sich die Anzahl der Coverversionen nach der Veröffentlichung durch Boney M. deutlich erhöhte. Bereits vor dem Erfolg der Band wurde das Lied unter anderem 1959 von dem Calypso-Musiker Lord Invader, 1965 von The Hiltonaires oder 1972 sowohl von Exuma als auch Taj Mahal aufgenommen. 1975 veröffentlichte auch die Band Malcolm’s Locks das Lied unter dem Titel Brown Girl in einer Fassung, die von Malcolm Magaron geschrieben wurde, einem ehemaligen Mitglied der The Les Humphries Singers. Sängerin von Malcolm’s Locks war Liz Mitchell, die später als Sängerin von Boney M. Karriere machte. Als Boney M. das Lied bekannt machte, beschuldigte Magarons Arrangeur Peter Herbolzheimer den Produzenten der Band, Frank Farian, das Arrangement übernommen und als seines ausgegeben zu haben.

## Boney-M.-Version

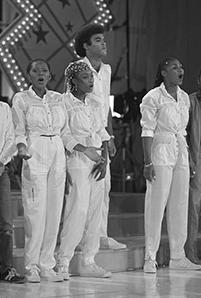
Boney M., 1981

Für das Lied Brown Girl in the Ring überarbeitete Frank Farian das gleichnamige Kinderlied und übernahm sowohl den Text wie auch die Melodie des Ursprungstitels. Es wurde von der von Farian betreuten Band Boney M. aufgenommen und erschien im August 1978 als Single der Plattenfirma Hansa International gemeinsam mit dem Lied Rivers of Babylon. Im April 1993 erschien eine Neuauflage zu Brown Girl in the Ring als Remix-Single.
Beide Lieder erschienen zudem auf dem Album Nightflight to Venus, das Hansa ebenfalls 1978 veröffentlichte.

### Charts und Chartplatzierungen
Die Single Rivers of Babylon / Brown Girl in the Ring stieg erstmals am 17. April 1978 auf Platz 2 in die deutschen Singlecharts ein und hielt sich dort insgesamt 37 Wochen, wobei sie bereits am 24. April auf den Platz eins der Charts stieg und dort insgesamt 17 Wochen verblieb. Am 25. Dezember des Jahres wurde es zum letzten Mal in den Charts auf Platz 50 verzeichnet. In Österreich kam die Single am 15. Mai 1978 in die Hitparade und stieg direkt auf der Spitzenposition ein. Sie verblieb einen Monat auf Platz 1 und war insgesamt sieben Monate in den Charts bis zur letzten Notierung auf Platz 11 am 15. November 1978. In der Schweiz stieg die Single am 8. April 1978 auf Rang 4 ein und kam in der nächsten Woche auf Platz eins, wo sie 14 Wochen blieb. Sie blieb 21 Wochen in der Hitparade und war am 2. September auf Rang 15 zum letzten Mal verzeichnet. Auch in den britischen Charts war Rivers of Babylon / Brown Girl in the Ring ab dem 29. April 1978 vertreten und stieg ebenfalls bis auf Platz eins. Die Remix-Single von 1993 schaffte ebenfalls den Sprung in die britischen Charts und erreichte Rang 38. In den US-amerikanischen Billboard Hot 100 erreichte die Single mit Rang 30 seine beste Platzierung und hielt sich 17 Wochen in den Charts, der Einstieg gelang am 3. Juni 1978.
Boney M. erreichte mit der Single zum fünften Mal die deutschen Singlecharts und zugleich zum fünften Mal die Chartspitze. Es war zudem vor Rasputin / Painter Man die erste Single aus dem Album Nightflight to Venus, die erschien und bis an die Chartspitzen in Deutschland und Österreich stieg.
| ChartsChartplatzierungen       | Höchstplatzierung | Wochen |
| ------------------------------ | ----------------- | ------ |
| Deutschland (GfK)              | 1 (37 Wo.)        | 37     |
| Österreich (Ö3)                | 1 (28 Wo.)        | 28     |
| Schweiz (IFPI)                 | 1 (21 Wo.)        | 21     |
| Vereinigtes Königreich (OCC)   | 1 (40 Wo.)        | 40     |
| Vereinigte Staaten (Billboard) | 30 (17 Wo.)       | 17     |

| ChartsChartplatzierungen     | Höchstplatzierung | Wochen |
| ---------------------------- | ----------------- | ------ |
| Vereinigtes Königreich (OCC) | 38 (3 Wo.)        | 3      |

| ChartsJahrescharts (1978) | Platzierung |
| ------------------------- | ----------- |
| Deutschland (GfK)         | 2           |
| Österreich (Ö3)           | 1           |
| Schweiz (IFPI)            | 1           |

### Auszeichnungen für Musikverkäufe
| Land/Region                  | Auszeichnungen für Musikverkäufe (Land/Region, Auszeichnung, Verkäufe) | Verkäufe  |
| ---------------------------- | ---------------------------------------------------------------------- | --------- |
| Australien (ARIA)            | Gold                                                                   | 50.000    |
| Belgien (BRMA)               | —                                                                      | 200.000   |
| Dänemark (IFPI)              | Gold                                                                   | 50.000    |
| Deutschland (BVMI)           | Platin                                                                 | 500.000   |
| Frankreich (SNEP)            | Gold                                                                   | 500.000   |
| Japan (RIAJ)                 | —                                                                      | 61.000    |
| Neuseeland (RMNZ)            | Platin                                                                 | 20.000    |
| Niederlande (NVPI)           | Gold                                                                   | 300.000   |
| Schweiz (IFPI)               | —                                                                      | 125.000   |
| Vereinigtes Königreich (BPI) | Platin                                                                 | 2.040.000 |
| Insgesamt                    | 4× Gold · 3× Platin ·                                                  | 3.846.000 |

Hauptartikel: Boney M./Auszeichnungen für Musikverkäufe

## Weitere Versionen

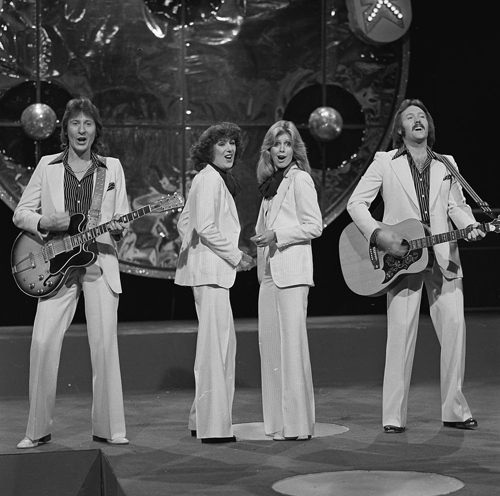
Brotherhood of Man coverten die Boney-M.-Version 1981.

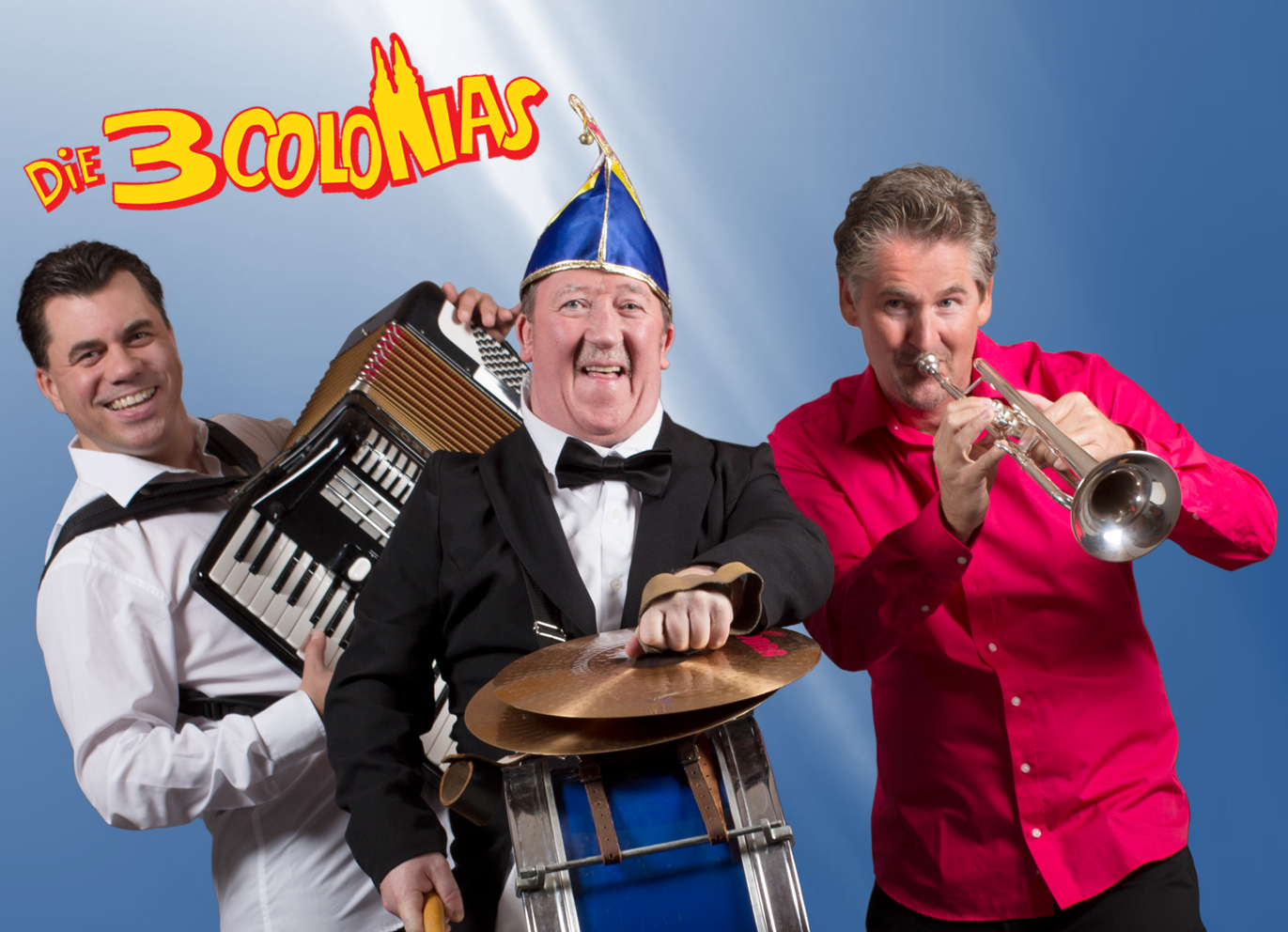
Die Party-Version Bier und ’nen Appelkorn stammt von der Kölner Band Die 3 Colonias.

Nachdem Boney M. mit dem Lied Erfolg hatte, folgten zahlreiche weitere Versionen des Liedes. 1978 veröffentlichte das österreichische Schlagerduo Waterloo & Robinson eine Version in deutscher Sprache mit dem englischen Titel und James Last baute es zusammen mit weiteren Titeln in sein Hit-Medley Und jetzt alle ein. Als Stimmungshit-Medleys veröffentlichte die Saragossa Band eine Serie unter dem Titel Dance with the Saragossa Band, in der sie Brown Girl in the Ring 1981 aufnahmen. Weitere Versionen des Liedes, die sich teilweise auf die Version von Boney M. beziehen und teilweise auf das Original-Volkslied, stammen von Brotherhood of Man 1981, Cedella Marley Booker mit Taj Mahal 1992, Dan Zanes & Friends 2000, Liquido 2002, Willi Herren 2006, Danielle feat. Beenie Man 2007 und den Daddy Cool Kids 2009.
Neben den Versionen, die sich mehr oder weniger eng an den traditionellen Text hielten, wurde das Lied zudem auch in zahlreichen Versionen mit anderen Texten gecovert, wobei dies meistens in Form von Stimmungshits oder Satire geschah. 1979 sangen Adam und die Micky’s auf die Melodie ihr Lied Nie mehr Appelkorn und Willem sein Nie wieder Alkohol. Die 3 Colonias folgten 1983 mit dem Trinklied Bier und 'nen Appelkorn. Im Fußball-Fanblock wurde das Lied So sehen Sieger aus bekannt, in der „Dritten Halbzeit“ wird auch gelegentlich die Textzeile Grünweißer Partybus als despektierliche Benennung für Polizeifahrzeuge verwendet. Der Kinderliedermacher Volker Rosin verarbeitete das Original für sein Lied Ich treib gern Sport und 2018 textete Tony Marshall auf die Melodie sein Seit ich Rentner bin.

## Belege
1. ↑  Brown Girl in the Ring - Jamaica. Abgerufen am 24. September 2021.
2. 1 2 3  
Boney M. – Brown Gril in the Ring, Coverversionen auf cover.info; abgerufen am 24. September 2021.
3. ↑  Malcolm's Locks - Caribean Rock. Archiviert vom Original (nicht mehr online verfügbar) am 6. Oktober 2008; abgerufen am 24. September 2021.  Info: Der Archivlink wurde automatisch eingesetzt und noch nicht geprüft. Bitte prüfe Original- und Archivlink gemäß Anleitung und entferne dann diesen Hinweis.
4. ↑  Boney M. – Rivers of Babylon / Brown Girl in the Ring bei Discogs, abgerufen am 24. September 2021.
5. ↑  Boney M. – Brown Girl in the Ring (Remix ’93). In: austriancharts.at. Abgerufen am 25. September 2021.
6. ↑  
Boney M. – Nightflight to Venus bei Discogs, abgerufen am 6. September 2021.
7. 1 2  
Boney M. – Rivers of Babylon. In: offiziellecharts.de. Abgerufen am 24. September 2021.
8. ↑  
Boney M. – Rivers of Babylon. In: chartsurfer.de. Abgerufen am 24. September 2021.
9. 1 2  
Boney M. – Rivers of Babylon. In: austriancharts.at. Abgerufen am 24. September 2021.
10. 1 2  
Boney M. – Rivers of Babylon / Brown Girl in the Ring. In: hitparade.ch. Abgerufen am 24. September 2021.
11. 1 2 3  Boney M. In: officialcharts.com. Abgerufen am 24. September 2021 (englisch).
12. 1 2  Rivers of Babylon. In: chartsurfer.de. Abgerufen am 25. September 2021.
13. ↑  
Boney M. In: chartsurfer.de. Abgerufen am 31. August 2021.
14. ↑  Top 100 Single-Jahrescharts: 1978. In: offiziellecharts.de. Abgerufen am 6. September 2021.
15. ↑  Jahreshitparade Singles 1978. In: austriancharts.at. Abgerufen am 6. September 2021.
16. ↑  Schweizer Jahreshitparade 1978. In: hitparade.ch. Abgerufen am 6. September 2021.
17. 1 2  The Biggest River In The World Just Got Bigger. Radio & Records, 23. Juni 1978, abgerufen am 29. Juli 2019 (englisch).
18. ↑  1978: “Nightflight to Venus”. In: fantasticboneym.com. Archiviert vom Original (nicht mehr online verfügbar) am 13. Mai 2021; abgerufen am 13. Mai 2021 (englisch).  Info: Der Archivlink wurde automatisch eingesetzt und noch nicht geprüft. Bitte prüfe Original- und Archivlink gemäß Anleitung und entferne dann diesen Hinweis.
19. ↑  オリコンチャートブック〈LP編(昭和45年‐平成1年)〉. In: Tankobon Hardcover (Hrsg.): Oricon Chart Books. 1990, ISBN 978-4-87131-025-3 (japanisch, Inhalt online abrufbar).
20. ↑  Pierre Haesler: Ventriloquist LP Topping Swiss Charts. Billboard Magazine, 20. Januar 1979, abgerufen am 29. Juli 2019 (englisch).
21. ↑  George Griffiths: Official Charts 70th Anniversary: The Official Top 10 best-selling singles from the 1970s. In: officialcharts.com. 9. November 2022, abgerufen am 10. November 2022 (englisch).